# علی الریماوی
علی محمود الریماوی (۱۸۶۰ – ۱۹۱۹) شاعر و روزنامه‌نگار عثمانی فلسطینی بود.یکی از پیشگامان شرکت‌کننده در کانون‌های ادبی و فرهنگی در فلسطین عثمانی در دورهٔ نهضت عربی بود و یکی از برجسته‌ترین شاعران و روزنامه‌نگاران منطقهٔ بیت‌المقدس در اواخر عصر عثمانی به‌شمار می‌آید. او به دلیل وفاداری به عثمانی و مخالفت با ناسیونالیسم عربی مشهور بود  هرچند بعدها آرای سیاسی خود را تغییر داد. از زمان انتشار دو روزنامه اول به زبان عربی (۱۸۷۸) در قدس به روزنامه‌نگاری روی آورد؛ دو روزنامهٔ رسمی «القدس الشریف» و «الغزال». در سال ۱۹۰۷ روزنامۀ خود به نام «بیت‌المقدس» را منتشر کرد، اما به زودی از نشر ایستاد. سپس هفته‌نامهٔ «النحاج» را در سال ۱۹۰۸ تأسیس کرد که دو سال ادامه یافت. او آثار خود را در روزنامه‌هایی که بین سال‌های ۱۹۰۸ تا ۱۹۱۴ منتشر می‌شد، چاپ کرد، از جمله «القدس» و «الأصمعی»، و «المنادی» و «المنهل» و مهم‌ترین مناسبت‌ها و رویدادهای ملی آن دوره را به ثبت رساند. الریماوی در آثار خود را به احیای زبان عربی و دفاع از آن در برابر سیاست ترک‌سازی کمک کرد. وی از حکومت به دلیل آزار و اذیت عرب‌ها و کنار گذاشتن آنها از مناصب دولتی انتقاد کرد و خواستار اعمال اصول آزادی اعلام شده در قانون اساسی شد. او یکی از کسانی بود که پس از جنگ جهانی اول از سقوط حکومت عثمانی استقبال کرد و این را در اشعار خود بیان نمود؛ از ورود بریتانیایی‌ها به امید کمک به عرب‌ها برای رسیدن به استقلال کامل و اتحاد آنان استقبال کرد. هرچند وی دوران پس از عثمانی را ندید، زنده نماند و در زمستان ۱۹۱۹ در سن ۵۹ سالگی درگذشت. ملی‌گرایان فلسطینی او را «بخشی از روند سنتی علیه ملی‌گرایی عربی» می‌دانستند. او در معرض یک کارزار شدید از سوی آنها قرار گرفت که پس از مرگ بر شهرت سیاسی او تأثیر گذاشت، اما این امر تأثیری بر ارزش آثار ادبی‌اش نگذاشت و الریماوی یکی از بذرهای بنیان‌گذار نهضت شعر فلسطینی در دورۀ اواخر عثمانی می‌شود.

## زندگی و پیشه
علی الریماوی در سال ۱۸۶۰ در روستای بیت ریما، منطقهٔ رام‌الله، متصرفیه قدس، امپراتوری عثمانی، در خانواده‌ای به دنیا آمد که گمان می‌رود اصالت‌شان به شهر حلب بازمی‌گردد. آنان در زمان صلاح‌الدین ایوبی به حلب آمدند و «الحلبیین» نامیده شدند، برخی از آنان در شمال غرب قدس در بیت ریما در ناحیهٔ بنی‌زید سکنی گزیدند، ازین سو، «الریماوی» نسبت گرفتند. علی الریماوی تحصیلات اولیهٔ خود را نزد پدرش محمود الریماوی از علمای زمان خود آموخت. در مدارس شهر قدس به ویژه مدرسهٔ الرصاصیه به آموزش علوم زبان عربی و شعر پرداخت. برای تکمیل تحصیلات خود در الازهر به قاهره سفر کرد و دوازده سال در آنجا زیست. در این مدت، مبانی فقه و زبان و ادبیات عرب فراگرفت. او در مصر به خاطر شعرهایش مشهور شد و شروع به انتشار بیشتر آن‌ها در روزنامه‌های قاهره کرد.
پس از پایان تحصیلات خود در الازهر، به شهر قدس بازگشت و ساکن آنجا شد. در ماهنامهٔ رسمی «الغزال» که به زبان عربی منتشر می‌شد، به عنوان سردبیر مشغول به کار شد. هدف از صدور آن، انتشار فرمان‌ها و دستورهای رسمی دولتی بود. او همچنین به عنوان سردبیر در بخش عربی روزنامهٔ رسمی «القدس الشریف» کار کرد که عبدالسلام کمال سردبیر بخش ترکی آن بود. مقامات عثمانی در سال ۱۸۷۶ این روزنامه را به عربی و ترکی منتشر کرده بودند، اما به زودی تعطیل شد و متصرفیۀ قدس آن را مجدداً در سال ۱۹۰۳ به صورت هفتگی به عنوان تقریباً تنها روزنامهٔ منطقه منتشر کرد.
وی به عنوان معلم فقه و علوم عربی در مدرسه المعارف منصوب شد. همچنین در مدرسهٔ یهودی دختران سفاردی لَئیمْل که تحت حمایت آلمان بود، تدریس می‌کرد. او توسط مفتی بیت‌المقدس، طاهر الحسینی به تربیت دینی فرزندانش انتخاب شد تا فرزندانش، کامل و فخری و امین بتوانند در خانه به تدریس علوم دینی بپردازند. در سال ۱۹۰۸ کامل الحسینی مفتی بیت‌المقدس شد و پس از مرگ برادرش امین در سال ۱۹۲۱، منصب فتوا را به عهده گرفت.
پس از معرفی قانون اساسی عثمانی، او از اولین روزنامه‌نگارانی بود که روزنامه‌های ملی را منتشر کرد. در سال ۱۹۰۷ روزنامه خود به نام «بیت‌المقدس» را منتشر کرد، اما دستگاه سانسور عثمانی به زودی انتشار آن را متوقف کرد. پس از انقلاب ژوئیه ۱۹۰۸ که به رهبری جمعیت اتحاد و ترقی و فعال شدن مجدد قانون اساسی صورت گرفت، حیات فکری، فعالیت ادبی و روزنامه‌نگاری در متصرفیهٔ قدس رونق گرفت. در ۲۴ دسامبر ۱۹۰۸، علی الریماوی پس از پیوستن به شعبهٔ قدسِ اتحاد و ترقی، اولین شمارهٔ هفت‌نامهٔ خود به نام «النجاح» را منتشر کرد که آن را به عنوان یک روزنامهٔ سیاسی، ادبی، علمی و کشاورزی معرفی کرد. این روزنامه در طی دو سال، پنج‌شنبه‌های هر هفته به‌طور نامنظم منتشر می‌شد و یکی از اهداف آن بهبود روابط دولت ترک عثمانی و عرب‌های کشور بود؛ از این سو، مطالب و اخبار خود را به زبان ترکی و عربی منتشر کرد. علی الریماوی در این زمینه مقاله‌ای با عنوان «عربی و ترکی خواهرند پس چرا با هم درگیرند؟» نوشته است. وی در آن، تلاش ترک‌ها برای تضعیف زبان عربی را رد کرد و از عرب‌ها خواست تا زبان ترکی (ترکی عثمانی با حروف عربی) را بیاموزند تا بتوانند به سمت‌های دولتی پیش بروند و  نترسند که ملیت/قومیت خود را از دست بدهند.
الریماوی به خاطر اشعار بلندش معروف بود. وی مقالات خود را در بسیاری از روزنامه‌ها و مجلاتی که پس از سال ۱۹۰۸ منتشر می‌شد، نشر داد که برجسته‌ترین آنها مجلهٔ «المنهل» قدس متعلق به موسی مغربی است. به ویژه در سردبیری روزنامه «القدس» متعلق به جرجی حبیب حنانیا شرکت داشت. او در مقالات خود از مخارج ناکافی دولت برای آموزش، فساد اداری، برخی اقدامات سرکوبگرانه ژاندارمری و عدم پاسخگویی در مورد بودجهٔ عمومی انتقاد کرد.
هنگامی که جنگ جهانی اول آغاز شد، علی الریماوی با حدود سی نفر از علما و نویسندگان شام به رهبری اسعد الشقیری، مفتی ارتش چهارم عثمانی، در مأموریت/هیئت علمی که به دستور جمال پاشا تشکیل شده بود، شرکت کرد. این هیئت برای اعلام وفاداری مردم عرب به دولت و سلطان و تبریک به مناسبت پیروزی عثمانی در نبرد چناق قلعه بر ناوگان انگلیسی، به استانبول رفتند. این مأموریت در ۱۵ سپتامبر ۱۹۱۵ از دمشق آغاز شد و به سمت حلب و از آنجا به استانبول رفت. اعضای آن با مردان امپراتوری عثمانی مانند شیخ الاسلام، وزیر اعظم سعید پاشا و ولیعهد، شاهزاده یوسف عزالدین دیدار کردند. آنها همچنین از ارتش سلطنت مستقر در داردانل بازدید کردند، سپس با سلطان محمد رشاد پنجم ملاقات کردند. در این بازدید، برخی از اعضای آن هیئت به ایراد سخنرانی و اشعار پرداختند، از جمله علی الریماوی که شعری را در برابر ولیعهد قرائت کرد. هیئت علمی هفته‌های زیادی را در پایتخت سلطنت عثمانی گذراند و پس از بازگشت، علی الریماوی شعر بلندی در «رجعت هیئت» سروده که در آن از جمال پاشا تمجید فراوانی شده است.
پس از شکست نیروهای عثمانی و ورود نیروهای انگلیسی به رهبری ادموند آلنبی به شهر قدس در دسامبر ۱۹۱۷ در طی نبرد اورشلیم، الریماوی بیعت خود را تغییر داد و با قلم و زبان خود شروع به تبلیغ برای اشغالگران انگلیسی کرد. او در سردبیری ضمیمهٔ رسمی زبان عربی روزنامهٔ «دی فلسطین نیوز» (به انگلیسی: The Palestine News) که توسط نیروهای بریتانیایی در ادارهٔ سرزمین‌های اشغالی دشمن در آوریل ۱۹۱۸ منتشر شد، شرکت کرد. وی همچنین به مناسبت اولین سال اشغال قدس در دسامبر ۱۹۱۸ شعری در ستایش حاکمان جدید منتشر کرد.
بیشتر شعرهای او به عنوان مدح شناخته می‌شد که اغلب آن‌ها در مناسبت‌های سیاسی فی البداهه می‌گفت. علاوه بر مقالات و اشعار فراوان او که در روزنامه‌ها چاپ می‌شد، گویا اثر چاپی دیگری از او نیست. اعتقاد بر این است که او قبل از مرگش در پی جمع‌آوری اشعار خود در یک دیوان بود، اما موفق به این کار نشد.

## درگذشت
علی الریماوی پس از ابتلا به آنفولانزای سینه در زمستان ۱۹۱۹ در شهر قدس به سن ۵۹ سالگی درگذشت و در زادگاهش بیت ریما به خاک سپرده شد.